# Gymnotus cylindricus
Gymnotus cylindricus és una espècie de peix pertanyent a la família dels gimnòtids.

## Hàbitat
És un peix d'aigua dolça, bentopelàgic i de clima tropical.

## Distribució geogràfica
Es troba a Centreamèrica: conca del riu Motagua a Guatemala.

## Observacions
És inofensiu per als humans.